# Jakunówko
Jakunówko (niem. Jakunowken, 1938–1945 Jakunen) – wieś w Polsce położona w województwie warmińsko-mazurskim, w powiecie węgorzewskim, w gminie Pozezdrze.
Częścią wsi Jakunówko jest Jakunowska Góra, do wsi należy też leśniczówka Wilkus oraz leśniczówka Lipowa Góra.
W latach 1975–1998 miejscowość administracyjnie należała do województwa suwalskiego. Najbliższe jezioro to położona na zachód od wsi Krzywa Kuta.